# ロンリー・ハート
『ロンリー・ハート』（90125）は、1983年に発表されたイエスのアルバム。1980年に解散した彼等が1983年に再結成して、最初に発表したアルバムである。
1970年代のプログレッシヴなサウンドとは打って変わったポップな作風が話題になった。

## 概要
メンバーはジョン・アンダーソン（ボーカル）、クリス・スクワイア（ベース、ボーカル）、トレヴァー・ラビン（ボーカル、ギター）、アラン・ホワイト（ドラムス）、トニー・ケイ（キーボード）の5人。ただしケイはレコーディングに殆ど参加しておらず、スタジオ・ミュージシャンのチャールズ・オリンズがキーボードの殆どを弾いている。前作『ドラマ』（1980年）でボーカルを担当した元メンバーのトレヴァー・ホーンがプロデュースを手掛けている。
プログレッシブ・ロックの代表格の一つだった1970年代の代表作『こわれもの』（1971年）や『危機』（1972年）とは大きく異なり、サウンドはポップでモダンなロックに仕上がっており、歌詞は単純明快で具体的なものになった。このような変化を象徴する楽曲が、アルバムの邦題になった「ロンリー・ハート」（Owner Of A Lonely Heart）である。同曲では共作者に名を連ねる音楽プロデューサーのホーンによるサンプリング、リバーヴの処理、オーケストラル・ヒットが持ち味を与えており、イエスの楽曲で初めて全米Billboard Hot 100の1位を獲得して、アルバムのヒットを牽引した。
アルバム・ジャケットも簡素なデザインになり、ロジャー・ディーンによるイエスのロゴマークが姿を消した。
原題の「90125」はアトコ・レコードから発売された当時のレコードの品番で、深い意味はない。
本作の成功を受けて、次作『ビッグ・ジェネレイター』（1987年）も同じ音楽性を打ち出したが、セールス的にはそれほど成功しなかった。

## エピソード
- 日本では「ロンリー・ハート」が、日産・バサラ、三洋電機（パナソニック）eneloop、UCC上島珈琲「クリア」に使われ、最近ではジャン・レノと妻夫木聡、水川あさみがドラえもんの登場人物に扮するトヨタ・ノアにも使われるようになった。
- 2012年に放送されたテレビアニメ『ジョジョの奇妙な冒険』の一部の回のBGMで、「ロンリー・ハート」と似たようなサウンドが使われている[注釈 3]。

## 収録曲
| #  | タイトル                                         | 作詞・作曲                                                                    | 時間 |
| -- | ------------------------------------------------ | ----------------------------------------------------------------------------- | ---- |
| 1. | 「ロンリー・ハート - "Owner Of A Lonely Heart"」 | トレヴァー・ラビン/ジョン・アンダーソン/クリス・スクワイア/トレヴァー・ホーン | 4:29 |
| 2. | 「ホールド・オン - "Hold On"」                   | アンダーソン/ラビン/スクワイア                                                | 5:16 |
| 3. | 「イット・キャン・ハプン - "It Can Happen"」     | スクワイア/アンダーソン/ラビン                                                | 5:29 |
| 4. | 「変革 - "Changes"」                             | ラビン/アンダーソン/アラン・ホワイト                                          | 6:20 |
| 5. | 「シネマ - "Cinema"」                            | スクワイア/ラビン/ホワイト/トニー・ケイ                                       | 2:08 |
| 6. | 「リーヴ・イット - "Leave It"」                  | スクワイア/ラビン/ホーン                                                      | 4:14 |
| 7. | 「アワ・ソング - "Our Song"」                    | アンダーソン/スクワイア/ラビン/ホワイト/ケイ                                  | 4:18 |
| 8. | 「シティ・オブ・ラヴ - "City of Love"」          | ラビン/アンダーソン                                                           | 4:51 |
| 9. | 「ハーツ - "Hearts"」                            | アンダーソン/スクワイア/ラビン/ホワイト/ケイ                                  | 7:39 |

### リマスター盤ボーナス・トラック
2004年にCDのリマスター盤が発売された。音質の向上が図られている他、以下のボーナス・トラックが追加収録されている。
1. リーヴ・イット（シングル・ミックス） - "Leave It" (Single Remix)
2. メイク・イット・イージー - "Make It Easy"
3. イット・キャン・ハプン（シネマ・ヴァージョン） - "It Can Happen" (Cinema Version)
4. イッツ・オーヴァー - "It's Over"
5. ロンリー・ハート（エクステンデッド・リミックス） - "Owner Of A Lonely Heart" (Extended Version)
6. リーヴ・イット（ア・カペラ・ヴァージョン） - "Leave It" (A Capella Version)

## 参加メンバー
- ジョン・アンダーソン – ボーカル
- トレヴァー・ラビン –  ギター、キーボード、ボーカル
- クリス・スクワイア – ベース、ボーカル
- アラン・ホワイト – ドラム、パーカッション、バッキング・ボーカル、フェアライトCMI
- トニー・ケイ – キーボード